# 국제 경영
국제경영(國際經營, international management)은 기업이 국제적으로 경영활동을 하는 것이다. 해외진출이라고도 표현한다.

## 개요
이들을 구분하는 기준을 자의적이기는 하지만 일반적으로 네 가지로 구분할 수 있다. 국내기업(domestic business)은 하나의 국가 안에서 기업활동에 필요한 자원을 획득하고, 모든 재화나 서비스를 판매하는 기업이다. 대부분의 중소기업이 여기에 속하고 극히 일부 대기업도 여기 속한다. 오늘날 대부분의 대기업들은 국제기업이거나 다국적기업이다. 국제기업(international business)은 주로 하나의 국가에 근거지를 두고 있으면서 자원이나 수익의 상당한 부분을 여러 나라에서 획득하는 기업을 말한다. 예를 들면 미국의 월마트는 미국에 점포를 두고 있지만 판매하고 있는 많은 제품들은 해외에서 생산되고 있다. 이에 비하여 다국적기업(MNCs：multinational busi-ness 또는 multinational corporation)은 범세계적 시장을 대상으로 하여 원재료 매입, 자금조달, 그리고 제품을 제조하여 판매하는 기업을 말한다. 이처럼 다국적기업은 다수국에 영업 및 제조거점 확보, 즉 많은 나라에 직접 투자한 자회사를 가지고 국제적인 규모로 종합적인 경영활동을 전개하는 기업을 말한다. 국제기업의 최종형태를 글로벌기업(global business)이다. 글로벌기업은 국가간의 경계를 초월하여 경영하는 기업으로 하나의 모국에 헌신하지 않는 형태이다. 이와 유사한 국제기업 개념으로 초국적인(TNCs：transnational corporations) 것이 있다. 초국적기업이란 동시에 한 개 국가 이상에서 중요한 생산을 행하면서 의사결정을 지역국가에 분권화시키고 있는 기업을 말하는 것으로서 네슬레사가 가장 대표적인 형태이다.

## 해외진출의 효과
기업이 해외로 진출하는 이유는 여러 가지가 있지만 다음과 같이 공격적인 것과 방어적인 것으로 나눌 수 있다.

### 공격적 효과
1. 새로운 시장의 개척
2. 보다 많은 이익의 획득
3. 국내시장 또는 기타 다른 해외시장을 위한 제품의 획득
4. 기업확장에 대한 경영자 욕구 충족

### 방어적 효과
1. 국내외 시장 보호
2. 원자재 공급 보장
3. 기술획득
4. 지역적 다각화
5. 정치적으로 안정된 생산기지 확보

이외에도 입지우위성 확보, 현지 특혜관세 혜택, 원료·반제품 수출기회, 그리고 잉여생산력의 해외이전 등을 기업들의 해외진출 이유로 들 수 있다.

### 현지 국가의 효과
1. 경제성장의 단기적 고도화 및 촉진
2. 고용의 창출, 증대
3. 유휴자원의 개발 및 활용
4. 선진국 고도 기술 내지 경영능력의 조속한 전수(傳受)

### 부정적 효과
그러나 이와 같은 기업의 해외진출은 다음과 같은 문제점을 안고 있다. 먼저 세계적인 과점체제의 파급으로 자유시장경제를 위협할 수 있다는 것이다. 다음은 연구개발이 본국에서 집중적으로 이루어져 기술독점은 물론 수입국의 기술진보를 저해하게 된다. 또한 국가가 국가 경영차원에서 시행하는 산업정책이 기대하고 있는 효과를 감소시키는 원인이 되기도 한다. 다음으로 투자국의 국내고용기회를 감소시키게 된다. 최근 대한민국 제조기업들의 해외진출은 산업의 공동화(空洞化)를 초래하여 국내 노동시장에 상당한 변화를 초래하고 있다. 마지막으로 국제투자를 시행하는 과정에서 투자국과 수입국간에 나타나는 마찰이다.

## 국제기업의 경영기능
국제 기업들이 해외시장을 개척하려 할 경우 가장 핵심적인 요인은 그 업무를 추진할 인적 자원이다. 즉, 해외주재원과 같이 해외업무 담당자들은 어떻게 선발하고 교육훈련시켜 국제경영환경에 효율적·효과적으로 대응해 나가도록 할 것인가가 중요하다. 국제경영을 위해 조정이 필요한 영역은 크게 예상조정과 현지조정 등으로 나눌 수 있다.

### 예상조정
예상조정(anticipatory adjustment)은 해외업무를 맡을 사람이 파견 대상국가와 주어질 직위에 대해 정확한 기대를 갖도록 하는 것이다. 예를 들면 대기업들이 실시하는 '지역전문가 과정'이라든지 신입사원을 대상으로 실시하는 '해외연수과정' 등이 이에 해당된다. 이들의 기대수준은 사전교육이나 파견대상 국가나 비슷한 문화를 갖고 있는 국가에서 경험한 것에 의해 영향을 받는다.

### 현지조정
현지조정(in-country adjustment)은 현지에 파견된 경영자가 그 국가에 적응하는 과정으로 개인적 요인과 조직적 요인에 의해 영향을 받는다. 개인적 요인은 새로운 환경에서조차 긍정적이며 생산성을 유지하고, 모국의 동료 작업자들과 효과적으로 상호협조하며, 주재국의 문화적 가치와 규범을 정확히 파악하고 적응하는 능력을 말한다. 그리고 조직적 요인은 수행하고 있는 직무, 조직문화, 조직의 사회화 정도 등이다. 직무와 관련된 요인들로는 직무의 기대에 대한 명확성, 의사결정 권한, 작업관련 행동의 생소함, 역할갈등의 정도 등이 현지조정에 중요한 조직적 요인들이다. 이와 같은 직무관련 요인들이 적절히 배려되지 않을 경우 현지적응에 소요되는 기간이 길어지고, 불만족 상태로 남겨지게 될 것이다. 다음으로 조직문화요인도 과거 경험했던 문화와 주재국의 문화가 얼마나 유사한지 그리고 적응에 필요한 후원에 대해 조직이 제공하는 후원규모 등이 현지조정에 결정적인 영향을 미친다.

### 조직적 사회화
조직적 사회화(organizational socialization)는 종업원들이 현지 조직문화에 완벽하게 적응하는 과정을 말한다. 효과적 사회화 기능을 갖고 있는 사람의 경우 문화변이가 손쉽게 이루어질 수 있다. 마지막으로 직무 이외의 요인들 또한 중요한 조정요인으로 작용하고 있다. 문화의 경이로움에 대한 개인적 적응, 가족－배우자 조정 등이 중요한 문제의 원천이다. 쇼핑이나 운전과 같은 단순한 일들이 당사자는 물론 가족과 배우자에게 스트레스의 원인이 될 수 있다. 즉, 새로운 문화에 접하면서 나타나는 당황, 방향감각 상실, 그리고 감정적 대변동과 같은 문화충격(culture-shock)을 경험하고 있다. 그러나 대부분의 사람들은 대개 4∼6개월이면 새로운 문화에 적응하는 것으로 나타나고 있다.

## 같이 보기
- 다국적 기업